# Hans Speckter

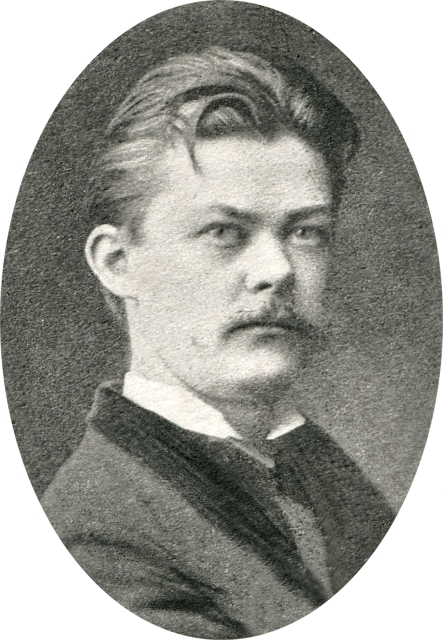
Hans Speckter um 1880

Hans Speckter (* 27. Juli 1848 in Hamburg; † 29. Oktober 1888 in Lübeck) war ein deutscher Illustrator, Zeichner und Autor.

## Biografie
Hans Speckter war der Sohn von Otto Speckter und der Neffe von Erwin Speckter. Speckter lernte nach erster Ausbildung bei Louis Asher und Martin Gensler bei Thumann wie Ferdinand Pauwels. Nach mehreren Reisen durch Deutschland und der Italienreise 1876/77 kehrte er nach Hamburg zurück. Die durch seine Italienreise geprägten Bilder gehören zu den herausragenden Werken seines Schaffens. In seiner Produktivität war er sehr vielfältig und schuf die Kartons für den Vorhang des Stadttheaters in Hamburg, Glasfenster für die dortige Patriotische Gesellschaft. Er illustrierte das Hausbuch aus deutschen Dichtern seit Claudius (herausgegeben von Theodor Storm, Leipzig 1875) und Walter Scotts Guy Mannering (1875). Er war Kunstrezensent des Hamburgischen Correspondenten. Auf ihn geht der Plan der Gründung eines Museums für Hamburgische Geschichte zurück, der schließlich unter Otto Lauffer umgesetzt wurde. Er war zudem Mitglied des Hamburger Künstlervereins von 1832.
An Schwermut erkrankt verstarb er in der Staatlichen Lübecker Heilanstalt.

## Museumsbesitz
- Kunsthalle Hamburg
- Museum für Kunst und Gewerbe
- Museum für Hamburgische Geschichte

## Ausstellungen (Auswahl)
- 2019: Hamburger Schule – Das 19. Jahrhundert neu entdeckt (12. April bis 14. Juli), Hamburger Kunsthalle